# Catamenia
A Catamenia a madarak osztályának verébalakúak (Passeriformes) rendjébe és a tangarafélék (Thraupidae) családjába tartozó nem.

## Rendszerezésük
A nemet Charles Lucien Jules Laurent Bonaparte francia ornitológus írta le 1850-ben, az alábbi 3 faj tartozik ide:
- szalagosfarkú magevő (Catamenia analis)
- Catamenia homochroa
- Catamenia inornata

## Előfordulásuk
Dél-Amerikában, az Andok területén honosak. Természetes élőhelyeik a szubtrópusi és trópusi hegyi esőerdők, magaslati gyepek és cserjések, valamint emberi környezet.

## Megjelenésük
Testhosszuk 13-15 centiméter körüli.